# جين ماري دالي
جين ماري دالي (بالإنجليزية: Jean Mary Daly) (من مواليد 10 ديسمبر 1897 - تُوفيت 23 نوفمبر 1986). كانت ناشطة لحقوق المرأة والعدالة الاجتماعية الأسترالية. ركزت عملها في المقام الأول على رفاهية المرأة وأهمية المرأة في الحياة العامة.

## حياتها
حصلت على درجة البكالوريوس من جامعة سيدني في عام 1918. تزوجت من هاري جون دالي في 6 أكتوبر 1921 في كنيسة سانت مارثا الكاثوليكية، ستراثفيلد.

## عملها
كانت جين ماري دالي عضوة مؤسسة في Altair ، وهي مجموعة نقاش أُنشئت عام 1943 لتقديم آراء النساء الكاثوليكيات حول القضايا الاجتماعية إلى الكنيسة الرومانية الكاثوليكية والحكومة.
في عام 1946، أصبحت ماري دالي أحد الأعضاء المؤسسين لفرع نيوساوث ويلز في التحالف الاجتماعي والسياسي في سانت جون. شجعت النساء على لعب دور أكثر فاعلية في الشؤون العامة كمواطنات كاثوليكية. في النهاية، تم انتخابها رئيسة للفرع. وانضمت دالي لاحقاً إلى لجنة الاتصال المعاد تشكيلها التابعة لمجموعة أستراليا الدولية المعنية بالمرأة. واعتبرت هذه الخطوة مثيرة للجدل، حيث كان الكاردينال نورمان غيلروي قد نصح النساء الكاثوليكيات بعدم الانضمام، ورفضت الكاثوليكية ويكلي الإعلان عن المجموعة.
حضرت الاجتماع الإقليمي للاتحاد الدولي للجامعة النسائية في مانيلا في عام 1955 كمراقبة، وبقيت لمؤتمر (مؤتمر رابطة نساء المحيط الهادئ) PPWA.
خلال الخمسينات والستينات، كانت دالي كاتبة في الكاثوليكية ويكلي. كتبت بانتظام عن «أهمية أن تأخذ المرأة مكانها في الحياة العامة».

### الأمم المتحدة
بعد عام 1948، بدأت دالي العمل على الصعيد الدولي، حيث كانت بمثابة أمينة صندوق مجلس نيوساوث ويلز للجنة الوطنية الأسترالية للأمم المتحدة. في عام 1949، حضرت جلسات الأمم المتحدة وفتشت عمل الأمم المتحدة في باريس وروما، أثناء مشاركتها في المؤتمرات والاجتماعات في أمستردام ونيويورك ولندن. ومثلت أستراليا في لجنة الأمم المتحدة المعنية بوضع المرأة في عامي 1951 و 1955. وفي عام 1952، نظمت الوفد الأسترالي في مؤتمر رابطة نساء المحيط الهادئ (PPWA) في كرايست تشيرتش، نيوزيلندا. بحلول عام 1954، تم انتخابها رئيسة قسم نيوساوث ويلز للرابطة الأسترالية للأمم المتحدة. في عام 1957 كانت مراقبة في حلقة الأمم المتحدة الدراسية، التي عقدت في بانكوك، بشأن المسؤوليات المدنية وزيادة مشاركة المرأة الآسيوية في الحياة العامة.

## تقديرها
في عام 1967، تم تعيينها مسؤولة عن وسام «رتبة الإمبراطورية البريطانية» (OBE) لعملها فيما يتعلق برفاه المرأة.